# Бабе, Симха
Симха Бабе (ивр. שמחה בבה‎; 27 ноября 1902, Польша — 10 декабря 1973, Израиль) — израильский политический и общественный деятель, депутат кнессета 2-го и 3-го созывов от Партии общих сионистов.

## Биография
Родился 27 ноября 1902 года в Российской империи на территории современной Польши в семье Шмуэля Бабе и его жены Сары. Был участником сионистского движения «Эт ливнот» (ивр. עת לבנות‎ — Время строить). В 1926 году стал членом центрального комитета сионистской организации в Польше.
Был редактором газеты на идише «Сионистский мир».
В 1933 году репатриировался в Подмандатную Палестину. После завершения Второй мировой войны возглавлял организацию, отвечающую за абсорбцию солдат, вернувшихся с войны. В 1948 году начал работать в Министерстве обороны Израиля.
Избирался депутатом кнессета 2-го (1951) и 3-го (1955) созывов. В разное время работал в комиссии кнессета, комиссии по внутренним делам, комиссии по экономике, комиссии по иностранным делам и безопасности и комиссии по труду.
Умер 10 декабря 1973 года.